# Oedaspis inflata
Oedaspis inflata
 es una especie de insecto del género Oedaspis de la familia Tephritidae del orden Diptera. 
Munro la describió científicamente por primera vez en el año 1954.